# Salem, Arkansas
Salem là một thành phố thuộc quận Saline, tiểu bang Arkansas, Hoa Kỳ. Năm 2010, dân số của thành phố này là 1635 người.

## Dân số
- Dân số năm 2000: 2789 người.
- Dân số năm 2010: 1635 người.